# San Francisco Glens
San Francisco Glens é uma agremiação esportiva da cidade de San Francisco, Califórnia.  Atualmente disputa a USL League Two e a San Francisco Soccer Football League.
Desde 2018, Jimmy Conrad é o técnico do time.

## História
O clube disputa desde sua fundação a San Francisco Soccer Football League.. Em 1979 foi vice-campeão da National Amateur Cup, perdendo a final para o Atlanta Datagraphic.
A partir de 2018, o clube participará da Premier Development League, porém ainda permanecendo na SFSFL.